# Johann Arnold de Reux
Johann Arnold de Reux (* 14. August 1665 in Köln; † 20. September 1746 in Steinfeld) war von 1704 bis 1730 Generalvikar und von 1730 bis 1739 Offizial des Erzbischofs von Köln.

## Leben
Johann Arnold de Reux war das jüngste Kind des Kölner Kaufmanns Johann de Reux und seiner Ehefrau Katharina Dulman. 1681 schrieb er sich an der Universität Köln ein. Sein Studium schloss er mit dem Dr. jur. utr. ab. 1683 empfing er die niederen Weihen und bekam ein Jahr später ein Kanonikat am Cassius-Stift in Bonn. 1690 erhielt er die Subdiakonats- und 1691 die Diakonatsweihe. 1699 stiftete er den Allerseelen-Altar im Bonner Münster.
Nachdem sein Vorgänger Johann Werner von Veyder 1703 zum Weihbischof ernannt worden war, übernahm er 1704 dessen Amt als Generalvikar. In den Jahren 1716 und 1717 führte er umfangreiche Visitationsreisen im Herzogtum Westfalen durch. Dem folgten Visitationen in der Eifel (1718–1721). 1720 wurde er zum Domkapitular ernannt. Der neue Erzbischof Clemens August beließ ihn nach 1723 zunächst in seinem Amt. Da kaum Kontakt zwischen den beiden bestand, bat de Reux 1730 um Entlassung aus dem Generalvikariat und wurde danach zum Offizial bestellt. Diese Tätigkeit nahm er bis 1739 wahr.